# Сничи
«Сничи» — рисованный мультипликационный фильм 1989 года по мотивам сказки Сничи Доктора Сьюза. Фильм режиссёра Алексея Караева — насмешливый взгляд на суету выдуманных Доктором Сьюзом существ, в которых легко угадываются люди, на их стремление объединяться по чисто внешним признакам, на общество потребления.

## Сюжет
Сничи — птицы, похожие на куриц, живущие на пляже. У одних из них есть на груди звезда, у других — нет. Те, сничи, которые имеют звёзды, гордятся этим и не пускают к себе «простых», оставляя для себя лучшие развлечения. Но положение меняется, когда на пляж приезжает торговец с машиной, позволяющей за плату добавлять сничу звезду или же выводить её. Когда элитой становятся все, а элитарные развлечения перестают быть таковыми, прирождённые носители звёзд идут стирать их и становятся элитой «без звёзд». Процесс повторяется множество раз до тех пор, пока деньги не заканчиваются. Торговец, сделавший прибыль на розни сничей, уезжает довольным, оставляя пляж в разрухе и запустении.

## Создатели
| режиссёр                  | Алексей Караев                       |
| сценарист                 | Алексей Караев                       |
| художники-постановщики    | Сергей Айнутдинов, Валентин Ольшванг |
| художники-мультипликаторы | Сергей Айнутдинов, Алексей Караев    |
| оператор                  | Сергей Решетников                    |
| композитор                | Вячеслав Белов                       |

## Фестивали и награды
- 1989 — Второй приз на МКФ анимационных фильмов в Лос-Анджелесе (США)[2].